# Meteorologiåret 1997

## Händelser

### Januari
- Januari - Flera europeiska stater drabbas vid månadens början av en köldvåg som kräver minst 250 dödsoffer.[1] Nederländerna kan den 4 januari köra Elfstedentocht för första gången sedan 1986.[2]
- 1 januari – Underkylt regn vid Övre sjöns norra strand i Minnesota, USA lamslår trafiken och orsakar vägolyckor [3].

### Mars
- 2 mars – 175 millimeter nederbörd faller över Opstveit, Norge vilket innebär norskt dygnsnederbördsrekord för månaden.[4]

### April
- 14 april - Den högsta byvind som uppmätts vid en inlandsstation i Sverige (Svenska Fjällen undantagna), då kortvariga vindstötar på hela 42 meter per sekund förekommer i Älvdalen.[5]

### Maj
- Maj - Sverige upplever en kall maj, den fjärde kalla maj i rad.
- Maj – En mängd på 209 nederbörd faller över Tåsan, Sverige vilket innebär svenskt månadsnederbörd för månaden.[6]
- 8 maj - Sysslebäck, Sverige drabbas av översvämningar.[7]

### Juni
- Juni-september Sverige upplever en rekordvarm sommar. På sina håll i de södra delarna noteras värmerekord sedan de mer allmänna mätningarna började 1860.[8]

### Juli
- Juli - Piteåtrakten, Sverige drabbas av översvämningar [9].
- 4-9 juli - Delar av Tjeckien, Polen och Tyskland utsätts för våldsamma skyfall, som leder till 1900-talets värsta översvämningar i de berörda länderna [10].
- 28 juli - 198,8 millimeter nederbörd faller över Fagerheden, Sverige vilket innebär nytt svenskt dygnsnederbördsrekord [6].

### Augusti
- Augusti - Augustimånaden är rekordvarm i en stor del av Sverige och resten av Norden.
- Augusti – Med medeltemperaturen + 21 °C upplever Fornebu Norges varmaste augustimånad någonsin [11].
- 9 augusti - Oderflodens vatten söker sig långsamt tillbaka efter föra månadens översvämningar, och evakuerade människor kan börja återvända hem.[8]
- 12 augusti – Vid Vágar flygplats, Färöarna uppmäts temperaturen + 23.5 °C, vilket blir Färöarnas högst uppmätta temperatur för månaden [12].
- 26 augusti – 86 millimeter nederbörd på ett dygn vållar stora problem i Göteborg, Sverige [13].
- 30 augusti – 95 millimeter nederbörd faller över Falköping, Sverige vilket innebär dygnsnederbördsrekord för Västergötland.[13].
- 30-31 augusti - Regnkatastrof inträffar på Fulufjället i Sverige [14]. Samtidigt uppmäts där 276 millimeter dygnsnederbörd av en privatperson [6].

### September
- September - Sverige upplever en extremt varm inledning av september, och det är "tropiska nätter" så sent som 1-3 september.

.

### Oktober
- Oktober - Sverige upplever en kall oktobermånad, och flera köldrekord sätts nattetid i västra Götaland under månadens klara och soliga mitt, däribland i Göteborg med -6.6°C, samt i Trollhättan med -9.5°C.

### November
- 14 november – Vid Tórshavn, Färöarna uppmäts temperaturen + 14.7 °C, vilket blir Färöarnas högst uppmätta temperatur för månaden [12].

### December
- December - Julmånaden är mild i Sverige, och i Östra Svealand dessutom extremt solfattig, där Stockholm bara får 7 soltimmar under hela månaden.
- 17 december - I Nikkaluokta, Sverige noteras vinden till 40 meter per sekund i byarna [16].

### Okänt datum
- Svenskt regnrekord noteras i Fagerheden med 198 millimeter [17].
- Privat svenskt uppnätt regnrekord noteras vid Fulufjället med 276 millimeter [17].
- Kommersiell meteorologi kommer till Norge, där Storm Weather Center bildas [18].

## Avlidna
- 10 februari – Jerome Namias, amerikansk meteorolog.
- 23 maj – David M. Ludlum, amerikansk historiker, meteorolog, entreprenör och författare.
- 1 juni – Herbert Riehl, tysk-amerikansk meteorolog.
- 28 juni – Hubert Lamb, engelsk klimatolog och meteorolog.
- 11 oktober – Patrick McTaggart-Cowan, kanadensisk meteorolog.

### Fotnoter
1. ↑  Horisont 1997, Bertmarks förlag, sidan 6 - Sträng kyla skördade 250 offer i Europa
2. ↑  Horisont 1997, Bertmarks förlag, sidan 7 - 16 000 åkte anrikt skridskolopp på kanalerna i Nederländerna
3. ↑  ”Arkiverade kopian”. Arkiverad från originalet den 21 juli 2010. https://web.archive.org/web/20100721154003/http://climate.umn.edu/pdf/day_in_weather_history/january_wx_history.pdf. Läst 16 februari 2011.
4. ↑  SMHI
5. 1 2 3  SMHI Arkiverad 26 augusti 2010 hämtat från the Wayback Machine.
6. ↑  SGI Arkiverad 21 augusti 2010 hämtat från the Wayback Machine.
7. 1 2   Horisont 1997. Bertmarks
8. ↑  ”SMHI”. Arkiverad från originalet den 15 november 2012. https://web.archive.org/web/20121115081041/http://www.smhi.se/kunskapsbanken/hydrologi/1997-oversvamningar-i-pitetrakten-1.12700. Läst 4 februari 2011.
9. ↑  20:e århundrades När Var Hur, Bernt Himmelstedt, Forum, 1999
10. ↑  ”MET”. Arkiverad från originalet den 27 september 2010. https://web.archive.org/web/20100927134251/http://met.no/?module=Articles;action=Article.publicShow;ID=2894. Läst 6 februari 2011.
11. 1 2  DMI
12. 1 2  SMHI
13. ↑  SMHI
14. ↑  ”Tropiska nätter”. SMHI. Arkiverad från originalet den 8 oktober 2019. https://web.archive.org/web/20191008001250/https://www.smhi.se/kunskapsbanken/meteorologi/tropiska-natter-1.1085. Läst 8 oktober 2019.
15. ↑  SMHI
16. 1 2  Sverige 1900-talet – Varmare men från ett kallt utgångsläge, NE, Bra Böcker, 2000
17. ↑  MET Arkiverad 15 december 2010 hämtat från the Wayback Machine.